# Littérature anglaise
Pour un article plus général, voir Littérature britannique.
La littérature anglaise est la littérature qui a été écrite en Angleterre et, en majeure partie en anglais, à la différence de la littérature écossaise (en anglais, mais aussi en gaélique écossais ou en scots), de la littérature galloise (en anglais mais aussi en gallois), de la littérature irlandaise (en anglais, en irlandais ou en scots) et de la littérature américaine. 
Dans le terme anglophone  English literature (littérature anglaise), l'adjectif english (anglaise) se réfère à la langue d'écriture employée (l'anglais) et non à la nation dans laquelle cette littérature a été produite (l'Angleterre) et indique par conséquent toute littérature anglophone, quelle que soit son origine géographique. La littérature spécifique de l'Angleterre est dénommée en anglais : literature of England).

## Courants littéraires

### 1000-1700
Le premier monument littéraire anglais est le Beowulf (vers 1000) qui raconte la lutte entre un guerrier d'une tribu germanique et des êtres monstrueux.
L'introduction de la langue normande en Angleterre au XIe siècle apporte l'influence de la chanson de geste et la littérature romane. Enrichie par ces modèles, la littérature anglaise reprend son développement au XIVe siècle.
Julienne de Norwich (1342-1416), première femme de lettres anglaise, est une religieuse mystique.
Les Contes de Canterbury (1387-1400) de Geoffrey Chaucer (1340c-1400) est le premier chef-d'œuvre de la langue anglaise. Le premier poète à avoir écrit aussi en anglais est son ami John Gower (1330c-1408) : Vox clamantis, Confessio Amantis.
Au XVIe siècle, Philip Sidney popularise le sonnet et Christopher Marlowe, William Shakespeare et leurs contemporains fondent le théâtre anglais, dit théâtre élisabéthain (1562-1642), tradition reprise en 1660 à la restauration des Stuarts.
Parmi les premiers romans anglais : Le Voyage du pèlerin (Pilgrim's Progress, 1678) de John Bunyan et Robinson Crusoé (1719) de Daniel Defoe. 
La Restauration Stuart (1660-1688), avec l'avènement (1660) de Charles II d'Angleterre (1630-1685), est propice à un foisonnement littéraire sans précédent (Voir Littérature de la Restauration anglaise).

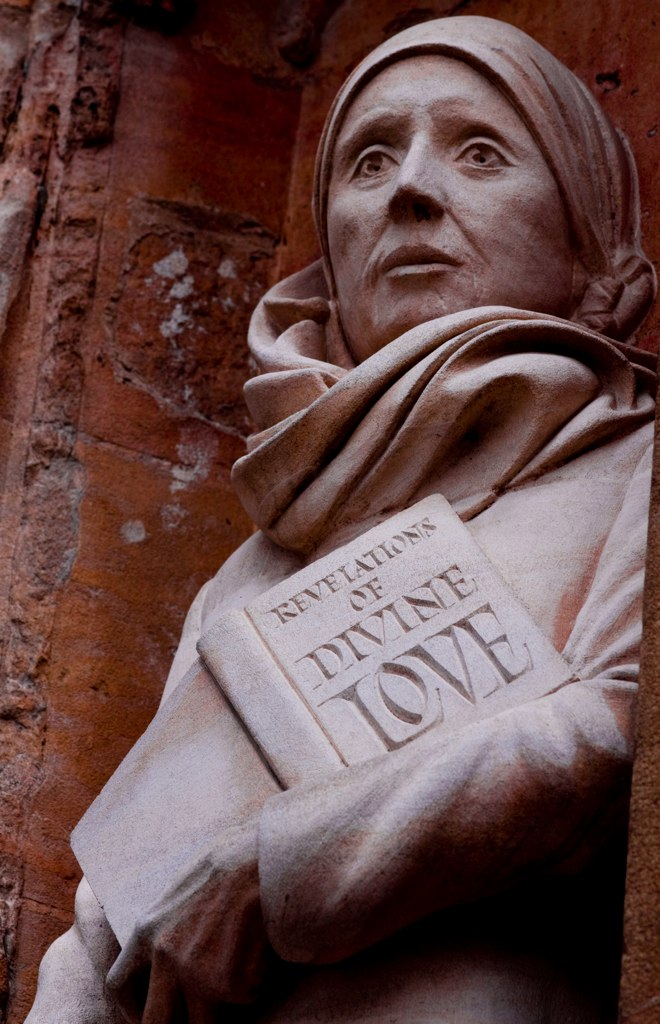
Julienne de Norwich
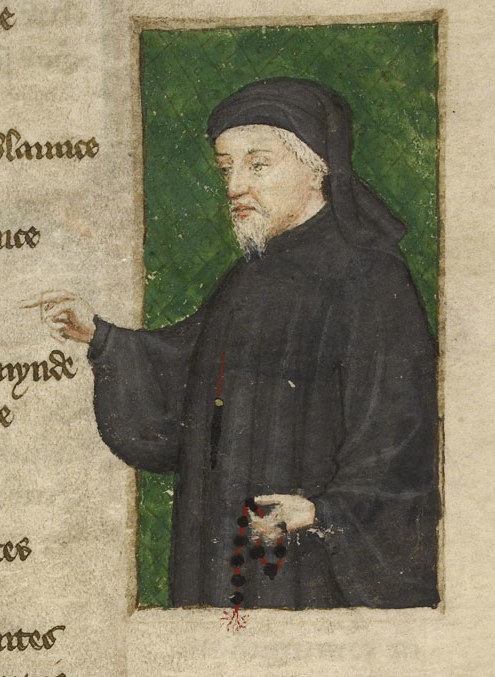
Geoffrey Chaucer
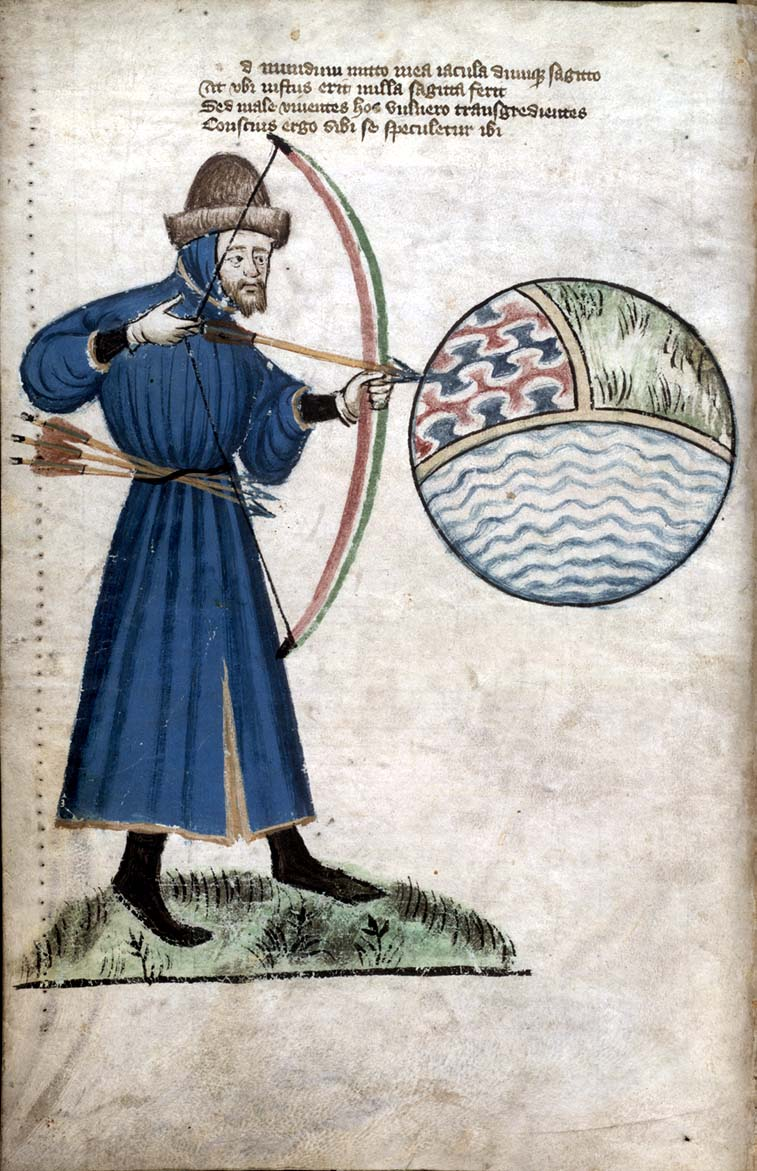
John Gower

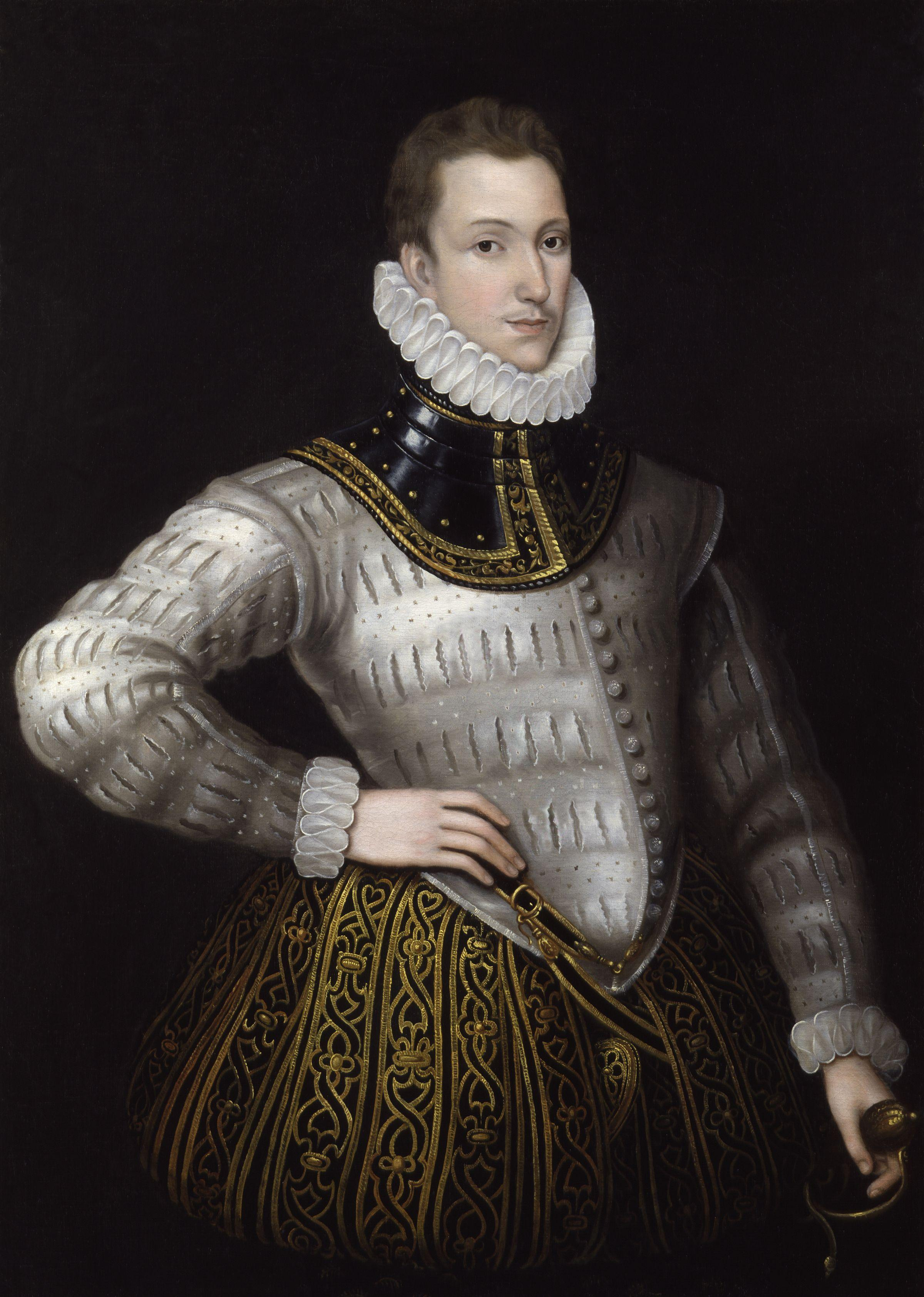
Philip Sidney
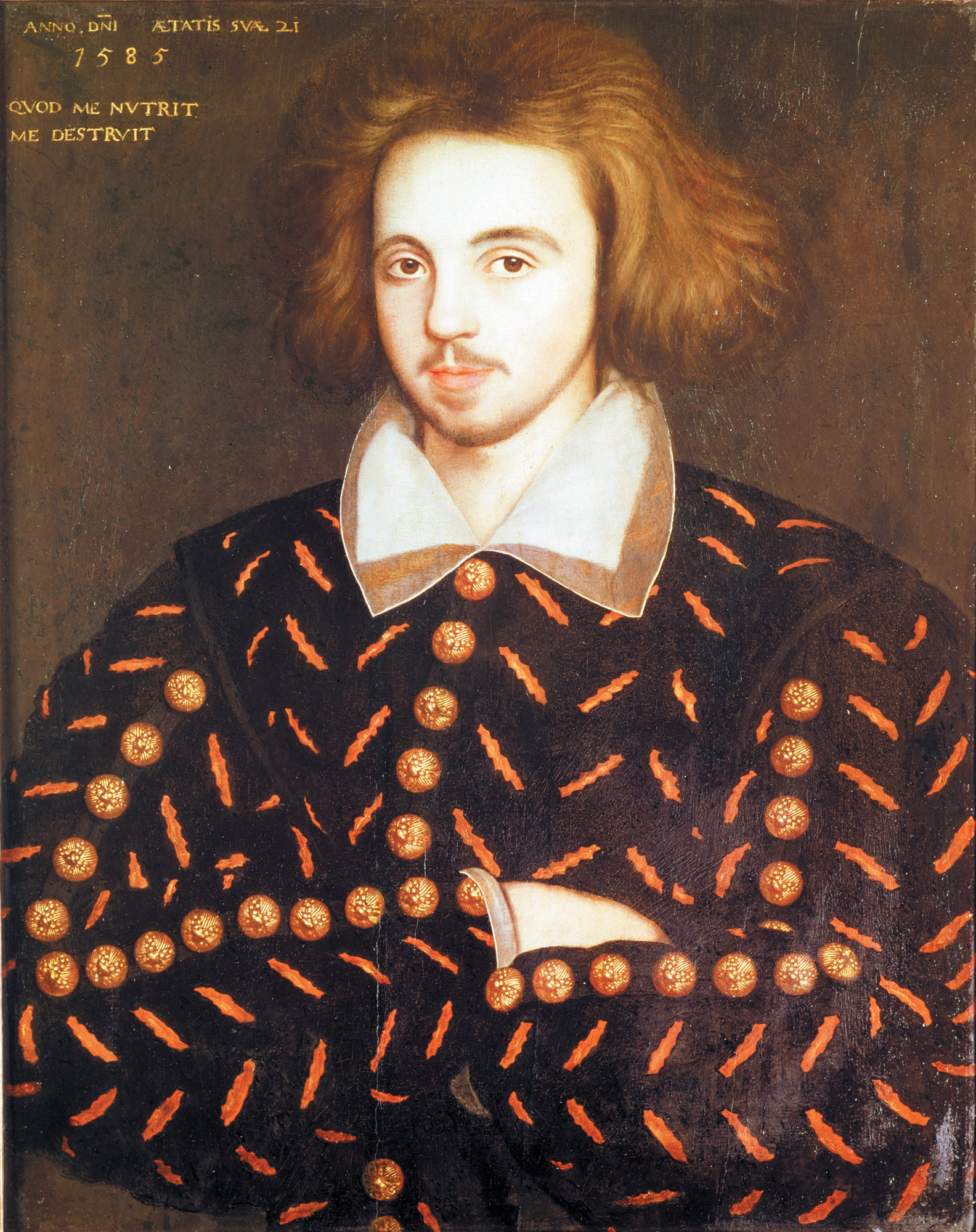
Christopher Marlowe
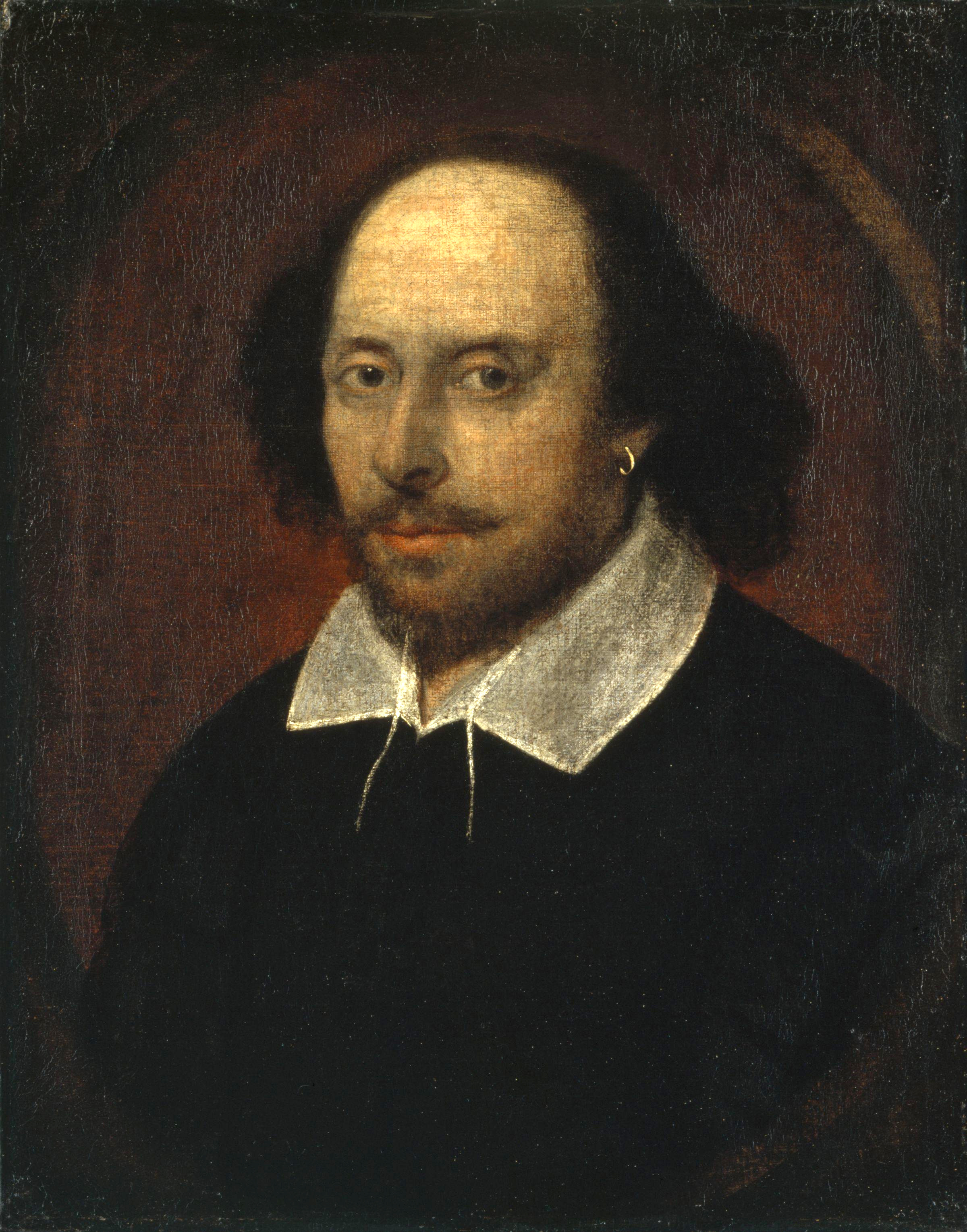
William Shakespeare
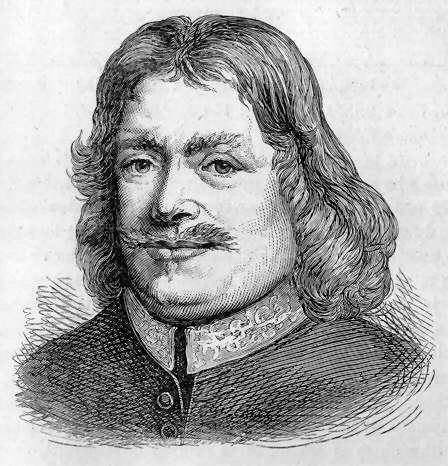
John Bunyan
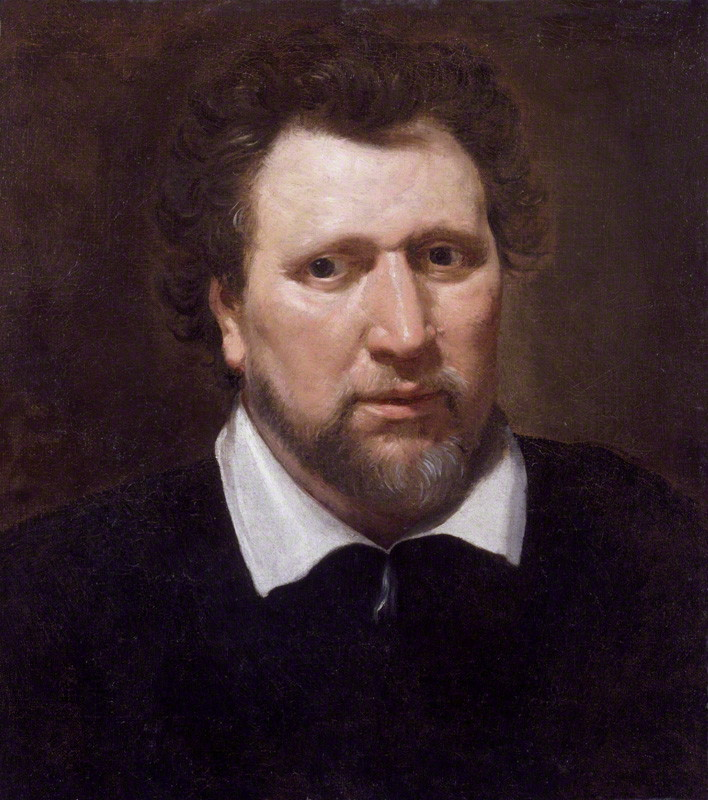
Ben Jonson

### Période gothique (1750-1830)
Ce mouvement littéraire né au XVIIIe siècle en Angleterre dans un contexte littéraire dominé par le néoclassicisme. Alors que l’art était tourné sur la beauté du monde gréco-romain soit l’inspiration issue de la Renaissance, le gothique complètement opposé à ce style provoque un effet de mode en Angleterre et devient très populaire. En effet, il vient de la naissance en Angleterre d’une sorte d’admiration pour l’époque médiévale et tous les détails « esthétiques » auxquels nous renvoie cette époque. Ce genre littéraire est un genre centré plus sur l’esthétisme de ce que nous renvoie le gothique plutôt qu’un genre littéraire à proprement parler. En effet la notion du sublime (notion exprimée par Edmund Burke dans Recherche philosophique sur l’origine de nos idées du sublime et du beau) (1757) est clé de ce mouvement. C’est ce qu’on peut qualifier de réaction culturelle suivie donc d’un intérêt soudain et intense des sites gothiques soit les lieux plongés dans une atmosphère sombre, ténébreuse, mystérieuse et inquiétante tels que des lieux en ruines ou des vestiges macabres, etc. Ces derniers inspirent alors des sentiments très spéciaux tels que la peur, l’angoisse, le mystère et surtout plus généralement une sorte de fascination.
Ce mouvement littéraire est assez important dans la construction générale de la littérature anglaise car il va être à l’origine de nombreuses modes romanesques pour ne pas parler de genre littéraire à proprement parler. En effet, ce genre littéraire en soit ne fut pas énormément populaire, on trouve difficilement des œuvres typiquement gothique, cependant ses caractéristiques ont été énormément reprises dans d’autres genres littéraires déviants tels que le fantastique, le romantisme, etc. jusqu’à se propager sur d’autres arts tels que le cinéma. 
Ce mouvement est tout d’abord retranscrit dans la poésie avec l’apparition en Angleterre des « poèmes de la nuit » qui retranscrivent le gothique par le biais d’un imaginaire onirique et fantastique, tel que le poète David Mullet. 
Ce n’est seulement que dans la deuxième partie du XVIIIe siècle que ce style de poésie va être transposé aux romans, qualifiés alors de « gothic story » dont la première réelle œuvre sera celle d’Horace Walpole, Le Château d’Otrante (1764), aristocrate décidément fasciné par le gothique. 
À la suite de ces deux nouveaux types littéraires fondateurs du style gothique, va s’ensuivre de nombreuses déviations qui vont prendre une place primaire au cœur de la littérature anglaise. 
Horace Walpole sera pris comme modèle pour nombreux des aspirateurs du style gothique cependant de cet unique modèle en naîtra deux principales branches qui vont devenir typique de la littérature anglo-saxonne. 
- D’une part le gothique va très vite être dévié par la conjecture de fictions sentimentales alors très populaires (tel que Le vieux baron anglais ,1778, écrit par Clara Reeve).Des écrivains gothiques vont donc mêler cette atmosphère douce et passionnelle à leurs univers sombres et nocturnes , et inversement. Le roman gothique prend alors une tout autre tournure qu’on ne peut mieux illustrer que par le biais des nombreux romans sur les vampires représentant parfaitement cette passion amoureuse troublante au contexte ténébreux. Ce style totalement novateur va devenir si populaire dans le monde qu’on ne va cesser de produire des œuvres à son sujet jusqu’à toucher le 7e art.

- D’autre part il y a une autre branche assez importante et totalement opposée  qui va mettre le gothique cette fois-ci en première place. La mystérieuse architecture médiévale en est l’élément clé cependant les personnages qui étaient jusqu’alors terrifiants soit suggérés (spectres, esprit,…) deviennent horrifiques. La nuance se trouve alors dans le fait que l’horreur renvoie à des éléments morbides, gores soit des choses directes, brutales, ramenant au physique. Le roman gothique tourné sur la terreur évoluera alors en roman d’horreur pour conserver son public émanant de toutes les classes sociales. Naissance ici encore d’un genre littéraire qui ne va cesser d’être populaire et va toucher de nombreux arts, l’horreur.

### LeXXesiècle
- Le XXe siècle est sans doute le siècle le plus dense en termes historiques c'est une période de progrès fulgurants d'évolution politique et scientifique majeure mais aussi celui qui a vu l'homme commettre les pires atrocités. C'est de la que son nés les parmi les plus grands auteurs anglophones du XXe siècle. George Orwell, Stephen Hawking ou encore  Brian Aldiss.

- Nous avons affaire à des engagements contre l’impérialisme britannique et les forces de l'ordre colonial. Témoin de son époque Orwell décide de publier La Ferme des Animaux ainsi que 1984 qui critiquent tous les deux le système totalitaire et autoritaire de la période nazi. Certains termes de ses œuvres ont même été repris. Big Brother est aujourd'hui utilisé dans les techniques modernes de surveillance. On peut dire que son œuvre est intemporelle et s'adapte à toutes les époques. De son nom, Orwell, est né l'adjectif orwellien. Il est fréquemment utilisé en référence à l'univers totalitaire qu'Orwell dessine dans ses textes.

- Mais nous n'avons pas uniquement affaire à des critiques du régime totalitaire nazi. Nous avons aussi la naissance de nouvelles théories et écrits scientifiques.

### Romantiques

Mary Shelley, auteur de Frankenstein.

En Angleterre, les romantiques se divisent en deux écoles.
Les premiers, qui comptent entre autres Samuel Taylor Coleridge (1772–1834) et William Wordsworth (1770–1850) sont surnommés les Lakistes. Leur surnom vient de leur passion à chanter les louanges des paysages de l'Angleterre du nord, particulièrement ceux du District des Lacs.
Les seconds ou les Poètes Maudits s'affirment contre la société. Ils comptent non seulement des poètes tels John Keats (1795–1821) ou Lord Byron (1788–1824) mais également des écrivains prosateurs comme Mary Shelley (1797–1851) et les sœurs Brontë. Les Poètes Maudits sont à rapprocher de la première phase française, à l'exemple de Manfred, le héros de Lord Byron dans le roman du même nom en 1817, un romantique au destin maudit.

### Postmodernistes
Période très pessimiste après la Seconde Guerre mondiale
- The Angry Young Men
- Kingsley Amis (aussi connu sous le pseudonyme de Robert Markham).